# Ахамашуков-Черкасский, Пётр Иванович
Пётр Иванович Ахамашуков-Черкасский (ум. 1615) — служилый кабардинский князь, дворянин московский и воевода, сын западно-черкесского князя Маашука (Ивана) Канукова.

## Биография
В русских летописях упоминается выезд в 1550-е годы князя Ага-Маашукова Черкасского из Константинополя в Москву; историк Е. Н. Кушева предполагает, что речь идёт о сыне бесленеевского князя Маашука (в крещении Ивана) и что этот выезд был обусловлен сближением Маашука с Московским государством в этот исторический период. В архивах Тайного приказа имеется запись о крещении «черкасского мурзы Агамашукова», получившего имя Пётр, а также о его направлении на службу в Ржев. За службу пожалован поместьем Терехова Гора в Жилогостицкой волости, включавшим 891 четверть пахотных земель. По данным 1614/15 года, поместный оклад Петра Ахамашукова составлял «700 четвертей земли, денег 60 рублев»..
В дальнейшем сделал успешную военную карьеру. По-видимому, принимал участие в войнах со Швецией в 1580-е годы. В разрядных записях «воевода князь Петр Ахамашуков Черказской» упоминается наряду с Иваном Васильевичем Годуновым как один из командиров полка правой руки в планировавшемся зимнем походе 1856 года (7094-7095 годы от сотворения мира) против Швеции. Упомянут также в Боярском списке 1588—1589 годов в числе лиц, которые вместе с царём Фёдором Ивановичем должны были выступить в поход на Новгород.
В апреле 1602 года назначен вторым воеводой в передовой полк на южных границах Московского государства. В том же году вступил в местнический спор с представителями семейства Басмановых, что указывает на высокое положение черкасского князя в иерархии московской знати. В 1604 году в чине стряпчего входил в состав войска, посланного против Лжедимитрия. Ещё через два года направлен в Сибирь («на Березов»), где оставался до конца 1607 года. В 1614 году Петра Ахамашуковича Черкасского, на тот момент бывшего воеводой в Галиче, вызвали в Москву, откуда направили в Алатырь.
Скончался в 1615 году, погребён в Симоновском монастыре, оставив после себя единственного сына Василия.